# Tirynthia
Tirynthia är ett släkte av fjärilar. Tirynthia ingår i familjen tjockhuvuden.
Kladogram enligt Catalogue of Life:
| Tirynthia | \| \| Tirynthia cinica \| \| \| \| \| \| Tirynthia conda \| \| \| \| \| \| Tirynthia conflua \| \| \| \| \| \| Tirynthia huasteca \| \| \| \| |
|           | \| \| Tirynthia cinica \| \| \| \| \| \| Tirynthia conda \| \| \| \| \| \| Tirynthia conflua \| \| \| \| \| \| Tirynthia huasteca \| \| \| \| |
|           | Tirynthia cinica |
|           | |
|           | Tirynthia conda |
|           | |
|           | Tirynthia conflua |
|           | |
|           | Tirynthia huasteca |
|           | |